# 丁卡因
丁卡因（英語： 或 amethocaine）是一种含氮有机化合物，化学式C15H24N2O2，能作为局部麻醉药用于麻醉眼睛、鼻子或喉咙，在靜脈注射前涂抹在皮肤上，以减轻疼痛。